# Musulmano

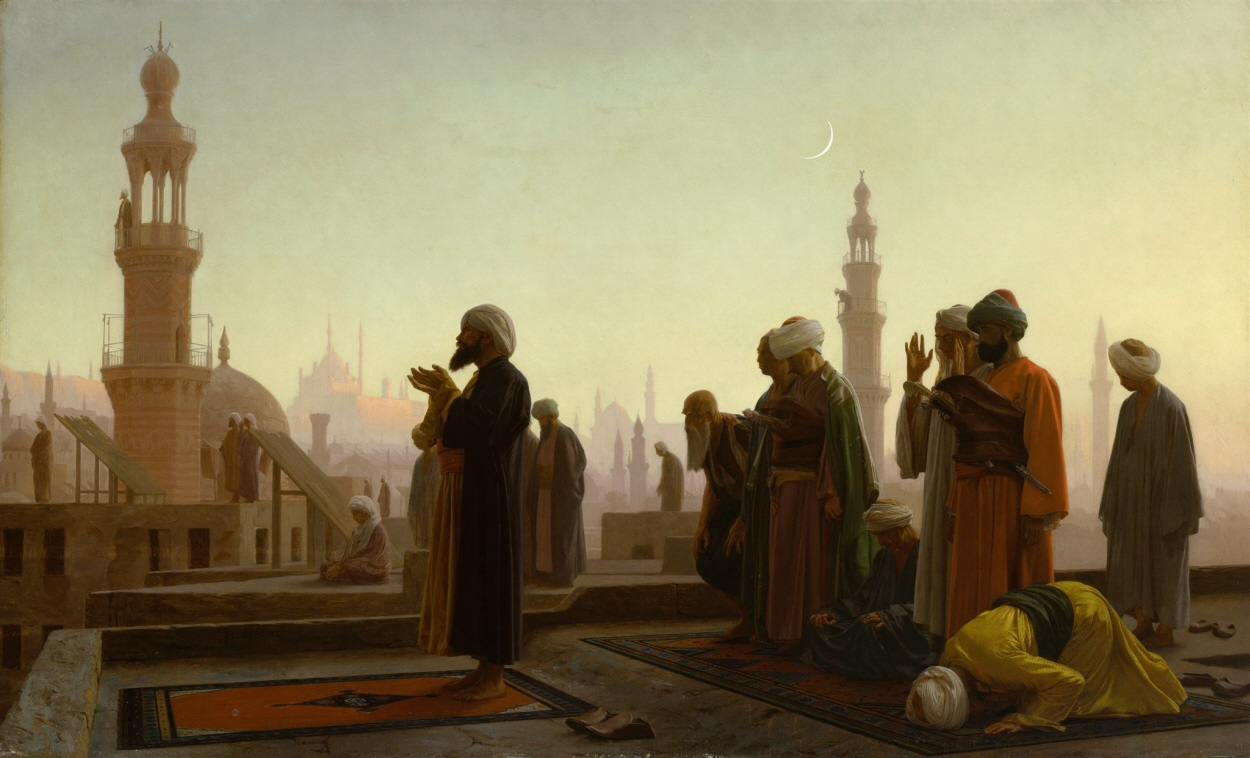
Preghiera sul tetto di un edificio al Cairo, dipinto da Jean-Léon Gérôme nel 1865

Il termine musulmano (o mussulmano) indica ciò che è attinente all'Islam.
Il sostantivo musulmano - che identifica una persona che segue la religione islamica, "devoto ad Allah" o "sottomesso ad Allah" - deriva dal nome verbale arabo muslim (plurale: muslimūn / īn), ossia "sottomesso (ad Allah)". In persiano il sostantivo è identico all'arabo, mentre al plurale diventa muslimān. La radice di riferimento (comune a tutte le lingue semitiche) è s-l-m, che esprime il concetto di "salvare, pacificare".
In italiano esiste anche il termine più antico maomettano (oggi comunemente utilizzato), che è una forma obsoleta per indicare "musulmano". Il termine, creato sul calco della parola cristiano, è secondo certi studiosi concettualmente errato e percepito come offensivo per i devoti dell'Islam, in quanto secondo questa fede il messaggio del Corano va riferito totalmente e direttamente ad Allah (che in persiano si dice Khuda) e non al suo profeta Maometto, considerato un semplice uomo, anche se privilegiato in quanto prescelto da Allah per diffondere tra gli uomini il suo messaggio.

## Sinonimi
Nella storiografia occidentale si sono usati vari sinonimi per indicare i musulmani:
- Arabi: il termine si riferisce alla componente etnico-culturale che ha fondato l'Islam nel VII secolo, ovvero la componente etnica (non solo beduina, quindi anche cittadina) di chi è originario della Penisola araba. In seguito venne allargato a tutto l'insieme delle popolazioni che parlano la lingua araba. Sebbene i non arabi rappresentino il 75%[4] dei fedeli musulmani, e un buon numero di arabi moderni non sia musulmano (ad esempio i copti d'Egitto sono fra i 15 e i 20 milioni), si tende ad operare una perfetta equivalenza fra costoro e i musulmani in genere, compiendo il medesimo errore di chi usasse come sinonimi i termini "popolazioni latine"[5] e "cristiani".
- Islamici: da Islam (aggettivo trasformato sempre più spesso in sostantivo dai media).
- Maomettani: termineper indicare i seguaci di Maometto. Tale vocabolo è alternativo  per il più corretto "mussulmani", dal momento che, secondo tali fedeli, la religione islamica  ha ontologicamente nulla a che fare con la figura  di Maometto, che avrebbe avuto da Dio il "semplice" incarico di riferire all'umanità il Suo messaggio.
- Saraceni o agareni: mentre il primo termine è di oscura etimologia (in quanto in realtà indicherebbe non gli arabi discendenti di Agar, ma altri semiti, cioè gli ebrei discendenti di Sara), il secondo deriva dalla volontà medievale di operare quello che si chiama un "ipercorrettismo". Si pensò infatti di sostituire il termine "saraceno" con quello "agareno" per riferirsi ai musulmani, credendo maggiormente appropriato riservare semmai ai soli ebrei il primo sostantivo, sulla scorta del dato fantasioso che il sostantivo significasse "figli di (Abramo e di) Sara", usando invece per i musulmani il secondo sostantivo, che altrettanto fantasiosamente s'immaginò potesse significare "discendenti di (Abramo e di) Agar".
- Mori: da mauri, cioè genti della Mauretania, con riferimento alle popolazioni arabo-berbere dell'Ifriqiya (Nordafrica) che costituirono la maggioranza delle truppe che conquistarono la Spagna nell'VIII secolo e la Sicilia nel IX.
- Turchi: dalle maggiori potenze islamiche tra il XII e il XIX secolo: prima i turchi Selgiuchidi, poi i Mammelucchi e, infine, l'Impero ottomano, che comprendeva tutta la Turchia attuale e buona parte del bacino del Mediterraneo. È un termine usato spesso nella lingua letteraria ottocentesca, come ad esempio nell'opera lirica. Si veda ne L'italiana in Algeri - dove si parla sempre di Turchi, anche laddove sarebbe semanticamente scorretto, in quanto gli algerini sono berberi e arabi, non turchi - o Il turco in Italia di Gioachino Rossini:

- Sabei: cioè genti del Regno di Saba, lo Yemen dell'antichità.